# Unia Kościołów Ewangelicko-Luterańskich w Rosji i Innych Państwach

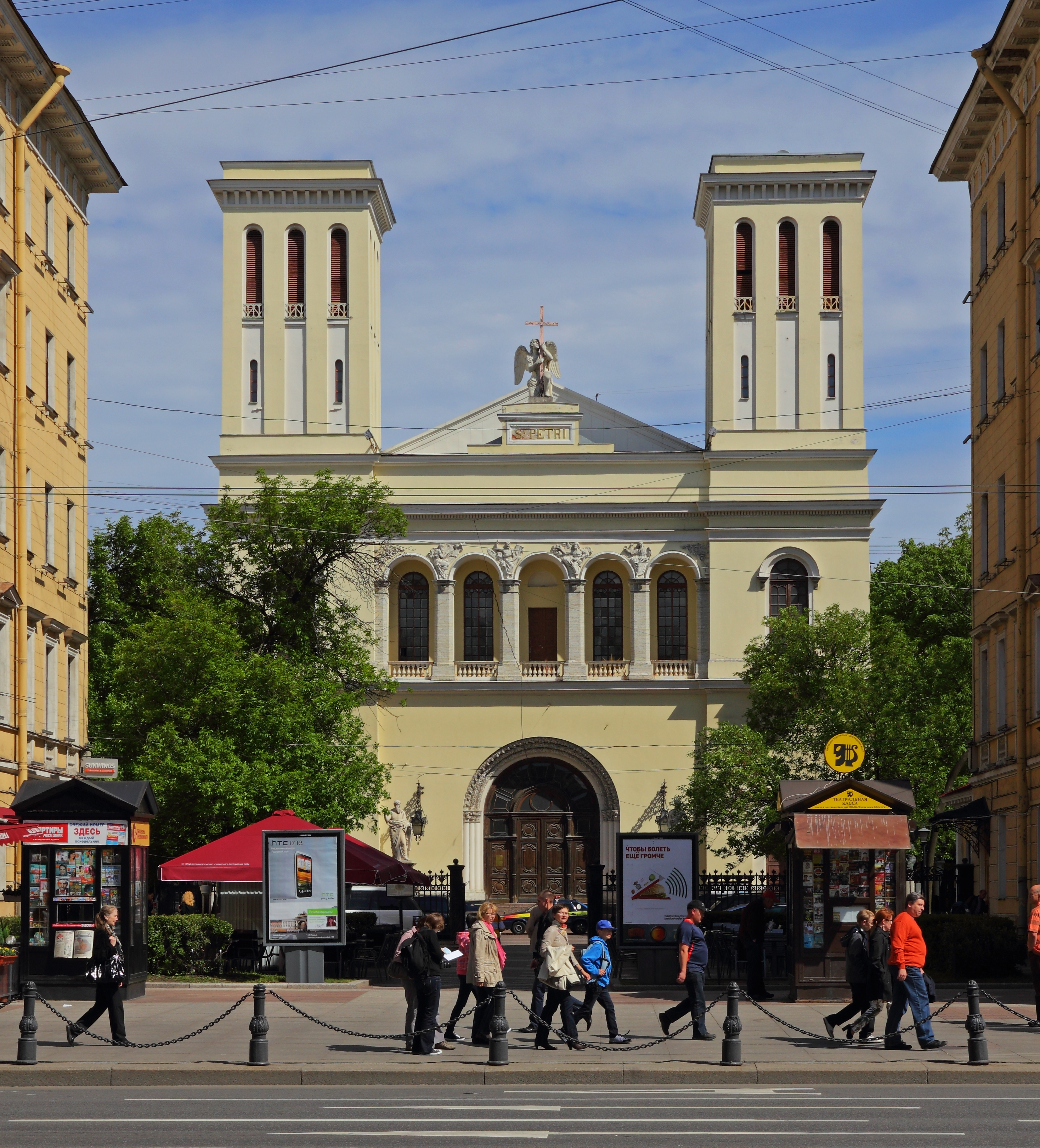
Kościół świętych Piotra i Pawła w Petersburgu

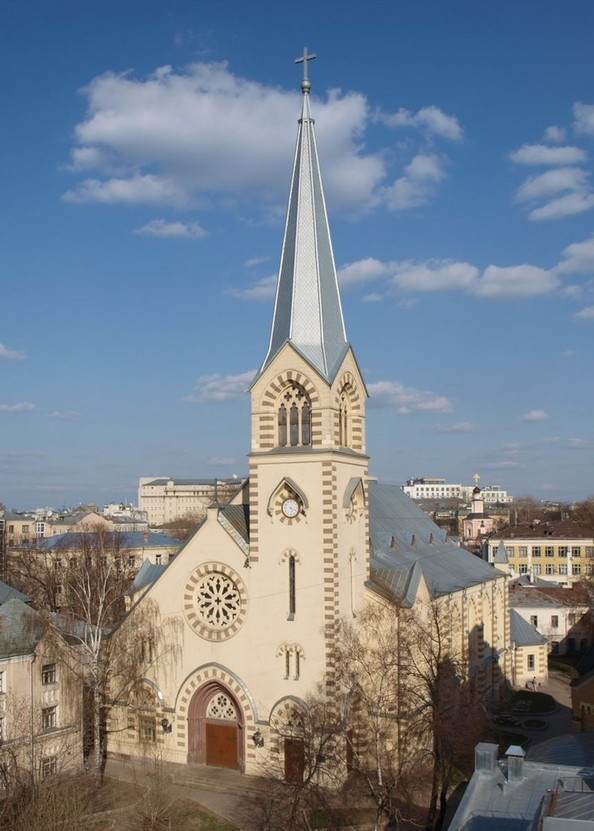
Katedra świętych Piotra i Pawła w Moskwie

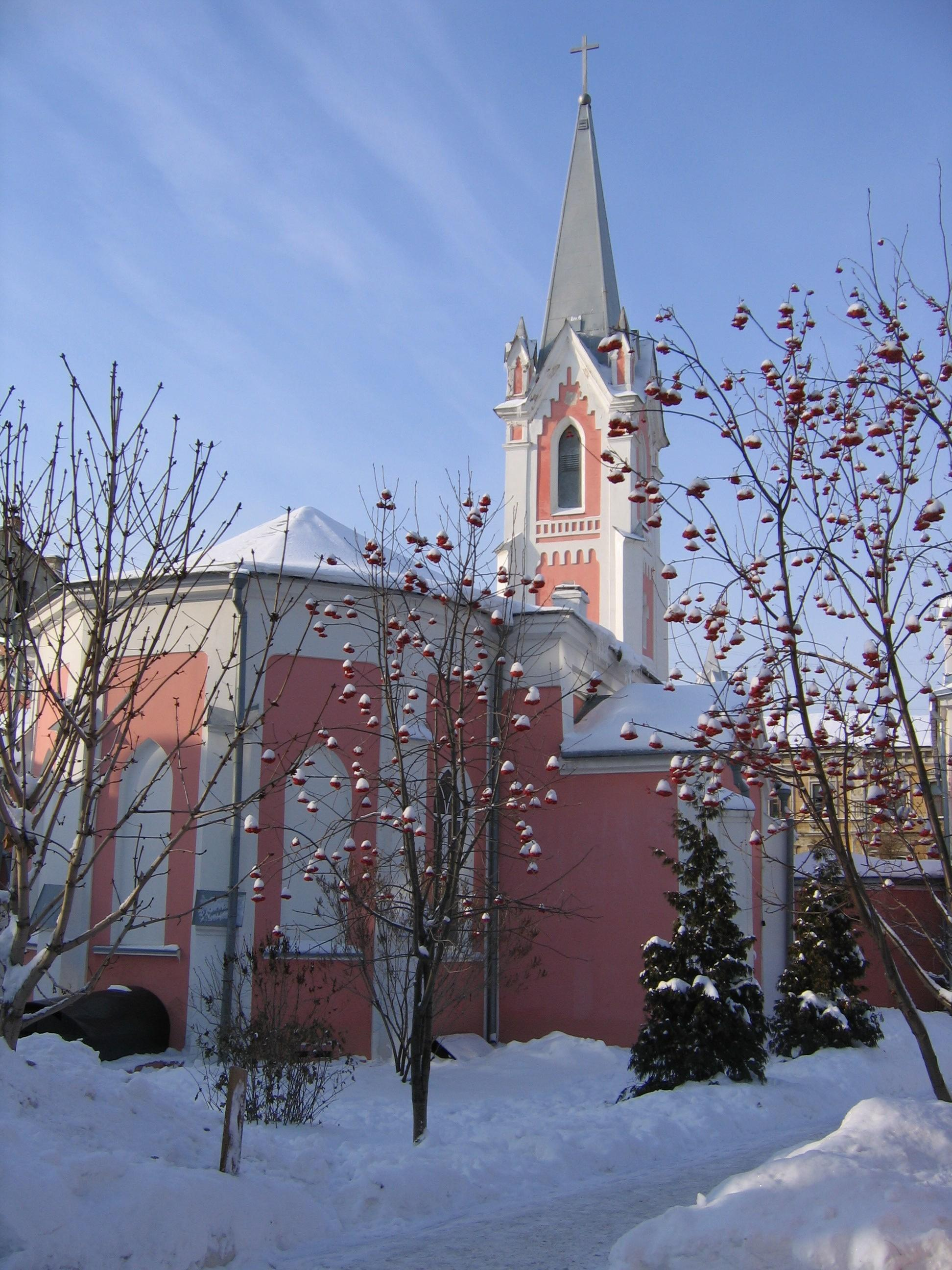
Kościół św. Jerzego w Samarze

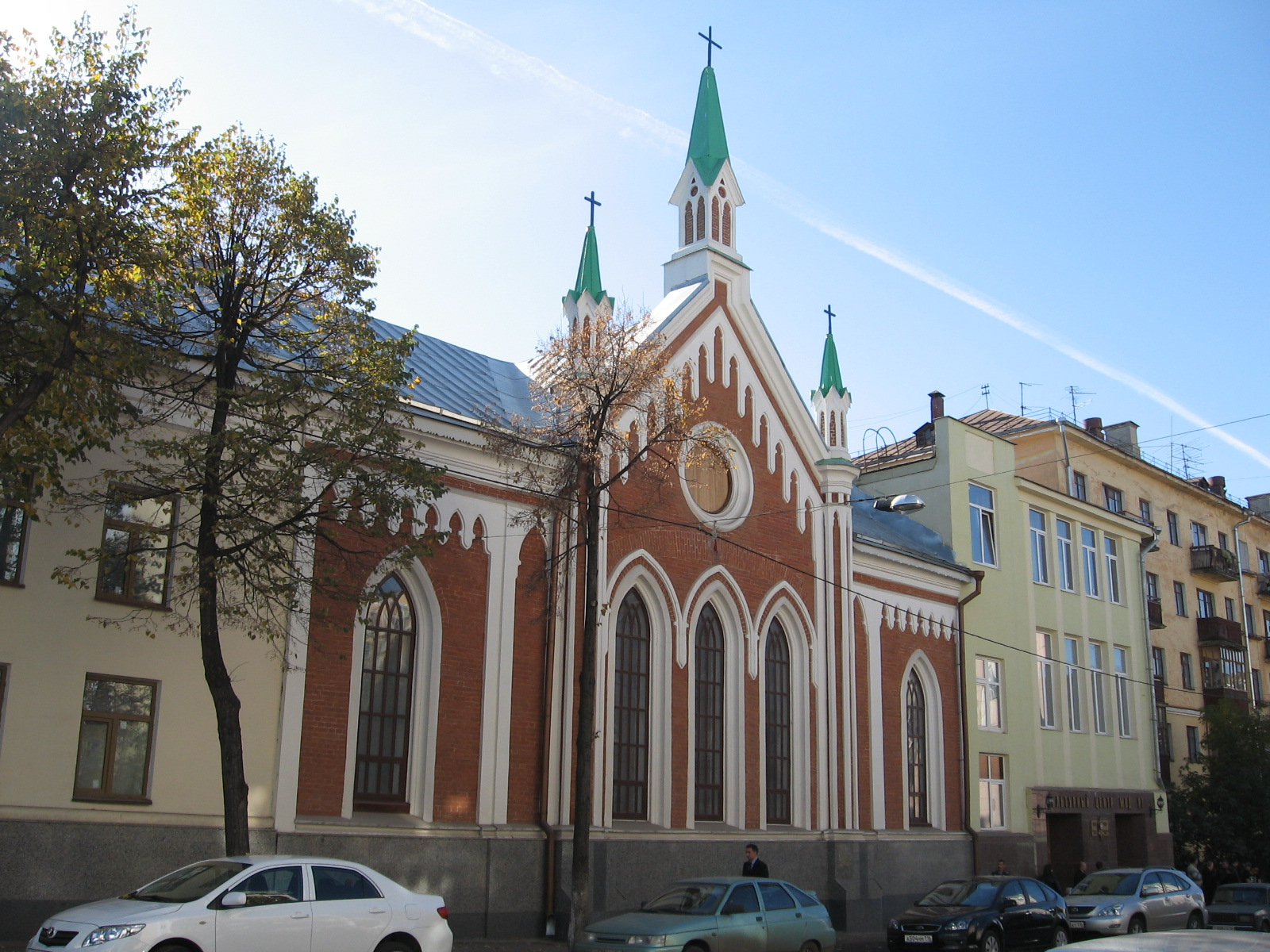
Kościół św. Katarzyny w Kazaniu

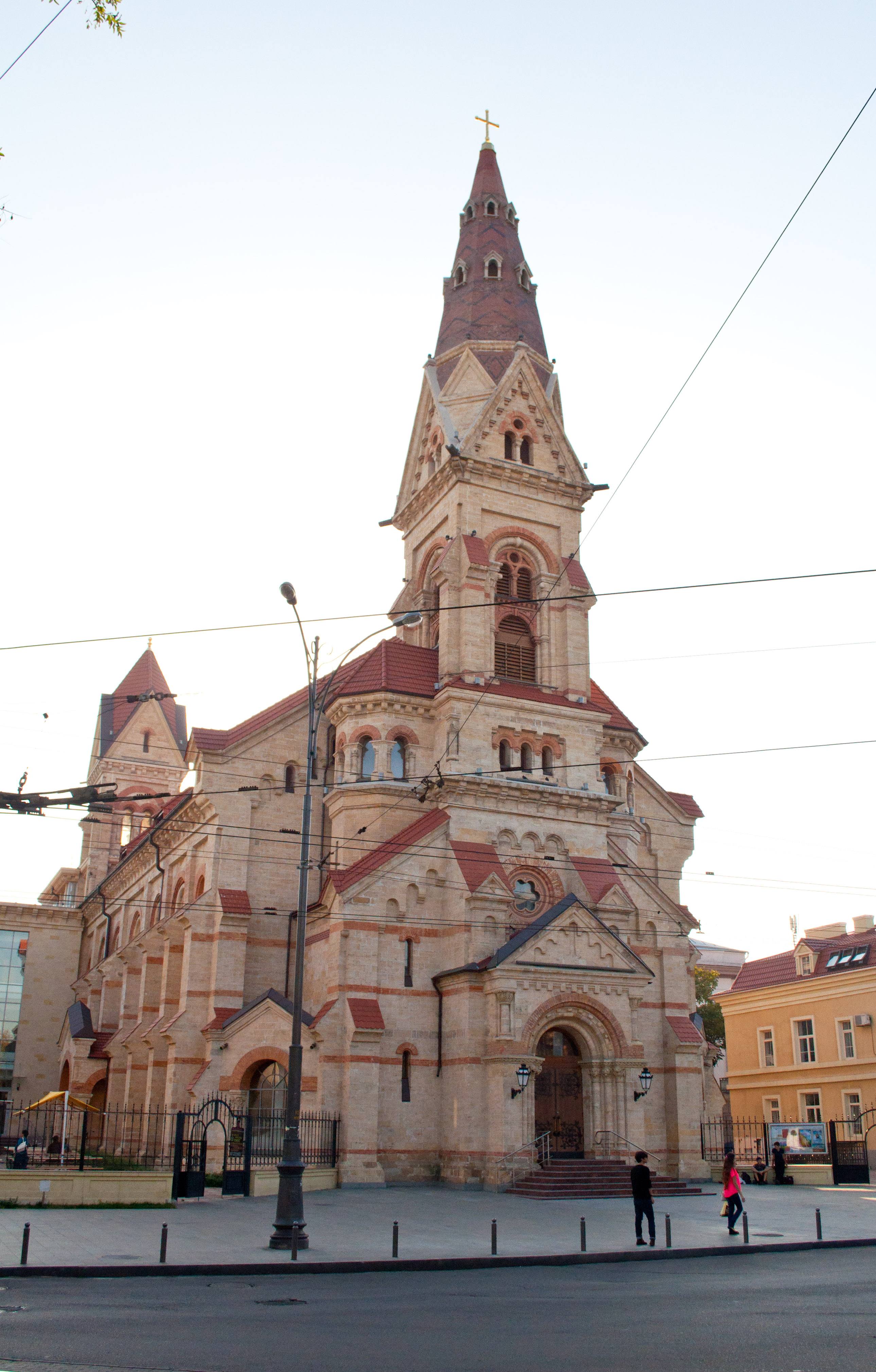
Kościół św. Pawła w Odessie

Unia Kościołów Ewangelicko-Luterańskich w Rosji i Innych Państwach (ros. Союз Евангелическо-Лютеранских Церквей в России и других государствах), znany także jako Ewangelicko-Luterański Kościół w Rosji i Innych Krajach – federacja sześciu regionalnych kościołów luterańskich w Rosji, Gruzji, Kazachstanie, Kirgistanie, Ukrainie i Uzbekistanie oraz wspólnot wiernych w Abchazji, Azerbejdżanie, Białorusi, Tadżykistanie i Turkmenistanie. W obecnej formie działa od 1999 roku. Posiada 26 400 członków zrzeszonych w około 430 zborach.

## Historia
Luteranizm już w pierwszych latach Reformacji rozprzestrzenił się na terenach nadbałtyckich i w Ingrii. Iwan Groźny zaprosił niemieckich rzemieślników i specjalistów do pomocy w modernizacji rosyjskich instytucji, co spowodowało dotarcie luteranizmu do Rosji właściwej.
W 1576 roku w Moskwie został oddany do użytku wiernych kościół św. Michała jako pierwsza luterańska świątynia na ziemiach rosyjskich. Pod koniec XVII wieku luteranie niemieccy rozproszyli się po całej Rosji, głównie ze względu na rozmieszczenie garnizonów wojskowych.
W wyniku Wojny Północnej pod administrację rosyjską przeszły dawne szwedzkie prowincje Inflanty i Estonia z dużą populacją luterańską. Aby uzyskać poparcie tamtejszej szlachty, Piotr Wielki zagwarantował protestantom wolność wyznaniową i niezależność administracyjną. Efektem polityki zasiedlania terenów przygranicznych imigrantami prowadzonej przez Katarzynę Wielką był wzrost populacji niemieckich luteran w Rosji.
Pomimo de facto uznania luteranizmu w kraju, starano się ograniczyć rozwój tego wyznania tylko do narodów nie-rosyjskich. Całkowite uznanie nastąpiło dopiero w 1832 roku, kiedy pełnię praw uzyskał Ewangelicko-Luterański Kościół w Rosji (niem. Evangelisch Lutherische Kirche in Russland), łączący zbory luterańskie i reformowane w trzech regionach administracyjnych: Rosji właściwej, Wielkim Księstwie Finlandii i Królestwie Polskim z carem jako Najwyższym Biskupem. Ewangelicko-Luterański Kościół w Rosji uzyskał status kościoła państwowego dla mniejszości narodowych, finansowanego przez państwo.
W 1905 roku wydany został edykt tolerancyjny, na mocy którego kościół ewangelicki uzyskał prawo do prowadzenia nabożeństw i usług w języku rosyjskim. Sześć lat później w samej właściwej części Rosji liczba wyznawców różnych narodowości wynosiła 3.660.000, a zborów – 1828.
W związku z przystąpieniem Rosji do I wojny światowej po stronie Ententy, realizowano politykę masowych deportacji ludności pochodzenia niemieckiego. Poważnie wpłynęło to na zmniejszenie liczby luteran w kraju. Zakończenie wojny również przyniosło wielkie zmiany dla kościoła. Byłe rosyjskie terytoria o dużej populacji luterańskiej, jak Finlandia, Estonia, Polska, Łotwa, czy Litwa, uzyskały niepodległość. W wyniku rewolucji październikowej szkoły i seminaria zostały upaństwowione, a w 1918 roku spotkało to również budynki kościelne. Trzy lata później edukacja religijna osób poniżej 18 roku życia została zakazana.
Carska polityka deportacyjna była kontynuowana przez rząd bolszewicki, szczególnie wobec społeczności niemieckiej zamieszkującej Białoruś.
W 1924 roku ocalałe duchowieństwo zebrało się na Synodzie w Moskwie w celu reorganizacji kościoła. Kierownictwo wspólnotą oddano biskupom Leningradu Arturowi Malmgrenowi i Moskwy Teofilowi Meyerowi. Pomimo zatwierdzenia statutu kościoła przez władze, na mocy antyreligijnej polityki Józefa Stalina prowadzonej od 1928 roku, ludność ewangelicka została rozrzucona po kraju, a duchowni uwięzieni lub zamordowani. W 1936 roku biskup Malmgren opuścili ZSRR, a rok później Ewangelicko-Luterański Kościół w Rosji przestał istnieć jako organizacja.
Wybuch II wojny światowej przyniósł deportacje ludności niemieckiej z europejskiej części ZSRR do części azjatyckiej, w tym na Syberię, gdzie posługi religijne były zakazane. Jedynym wyjątkiem była parafia ewangelicka w Celinogradzie, założona przez Eugen Bachmann i oficjalnie zarejestrowana w 1957 roku.
Po aneksji państw bałtyckich przez Związek Radziecki, kościoły luterańskie na tych terenach mogły funkcjonować, ale poddawane były kontroli i represjom.
Pozostali luteranie przetrwali upadek Ewangelicko-Luterańskiego Kościoła przez przystąpienie do innych denominacji, jak Społeczność Braterska (niem. Bruedergemeinden), gdzie opieka duszpasterska prowadzona była przez świeckich. Wspólnoty takie pozostawały pod silnym wpływem pietyzmu i udało się im przetrwać prześladowania przez władzę radziecką dzięki swojej strukturze. W 1955 roku trzech księży, którzy przeżyli deportację i obóz, odwiedziło „podziemną” wspólnotę Społeczności Braterskiej na terenach zesłań w celu uregulowania administracji tego zgromadzenia, jednak nieskutecznie.
Dopiero po śmierci Stalina, w latach 60. zezwolono na rejestrację zborów ewangelickich na miejscach deportacji, pierwsze dwa zostały zarejestrowane na Syberii w 1965 roku. Harald Kalniņš z Rygi, wspierany przez Światową Federację Luterańską, otrzymał zezwolenie na ich okresową wizytację. W 1980 roku Kalniņš został uznany za superintendenta niemieckich luteran w ZSRR, a wraz z nadejściem Pieriestrojki, w 1988 roku mianowany biskupem zreorganizowanego Niemieckiego Kościoła Ewangelicko-Luterańskiego w Związku Radzieckim.
Po rozpadzie ZSRR w 1991 roku kościół stał się znany jako Ewangelicko-Luterański Kościół w Rosji i Innych Krajach. Między 1992 a 1994 zorganizowane zostały Synody w Rosji europejskiej, na Syberii i Ukrainie, w Kazachstanie, Uzbekistanie oraz Kirgistanie. W 1994 roku Georg Kretschmar został wybrany na następcę Haralda Kalniņša, a na II Synodzie Generalnym w 1999 roku tytuł biskupa zmieniono na arcybiskupa.
Wraz z uchwaleniem Ustawy o Wolności Sumienia i Związkach Religijnych w Rosji w 1997 roku, nastąpiła ponowna rejestracja kościoła pod nazwą Ewangelicko-Luterański Kościół w Rosji, Ukrainie, Kazachstanie i Azji Środkowej. W tym samym roku we wsi Novosaratovka pod Petersburgiem założone zostało nowe seminarium.
Pomimo tego, że luteranizm pozostaje tradycyjnym wyznaniem niemieckiej mniejszości w Rosji, na terenach Azji Środkowej 30% członków kościoła ewangelickiego stanowią Rosjanie.

## Organizacja
Głównym organem kościoła jest Synod Generalny. Struktura organizacyjna przypomina Kościół Ewangelicki w Niemczech. Ewangelicko-Luterański Kościół podzielony jest na sześć kościołów regionalnych oraz siedem niezależnych parafii:

### Kościoły regionalne
- Ewangelicko-Luterański Kościół Rosji – w jego skład wchodzą dwa kościoły działające na terytorium Federacji Rosyjskiej:
  - Ewangelicko-Luterański Kościół w Europejskiej Części Rosji – zbory w europejskiej części Rosji
  - Ewangelicko-Luterański Kościół na Uralu, Syberii i Dalekim Wschodzie – zbory w azjatyckiej części Rosji
- Niemiecki Kościół Ewangelicko-Luterański Ukrainy – zbory na Ukrainie
- Kościół Ewangelicko-Luterański w Republice Kazachstanu – zbory w Kazachstanie
- Kościół Ewangelicko-Luterański w Republice Kirgiskiej – zbory w Kirgistanie
- Kościół Ewangelicko-Luterański Uzbekistanu – zbory w Uzbekistanie
- Kościół Ewangelicko-Luterański w Gruzji – zbory w Gruzji

### Niezależne parafie
- Parafia ewangelicko-luterańska w Suchumi – zbór w Suchumi w Abchazji
- Parafia ewangelicko-luterańska w Baku – zbór w Baku w Azerbejdżanie
- Parafia ewangelicko-luterańska w Grodnie – zbór w Grodnie na Białorusi
- Parafia ewangelicko-luterańska w Duszanbe – zbór w Duszanbe (Tadżykistan)
- Parafia ewangelicko-luterańska w Turkmenbaszy – zbór w Turkmenbaszy (Turkmenistan)
- Parafia ewangelicko-luterańska w Serachs – zbór w Serachs (Turkmenistan)
- Parafia ewangelicko-luterańska w Ýolöten – zbór w Ýolöten (Turkmenistan)